# Dennis Ghezze
Dennis Ghezze (Cortina d'Ampezzo, 28 gennaio 1962) è un giocatore di curling italiano, giocatore del Curling Club Olimpia.

## Carriera agonistica

### Nazionale
Il suo esordio con la nazionale italiana junior di curling è stato il campionato mondiale junior del 1978, disputato a Grindelwald, in Svizzera: in quell'occasione l'Italia si piazzò al decimo posto. Con la nazionale junior partecipa a quattro campionati mondiali junior.
In totale Dennis vanta 36 presenze in azzurro. Il miglior risultato dell'atleta è l'ottavo posto ottenuto ai campionati mondiali junior del 1979 disputati a Moose Jaw, in Canada.
CAMPIONATI
Nazionale junior:
- Mondiali junior
  - 1978 Grindelwald ( Svizzera) 10°
  - 1979 Moose Jaw ( Canada) 8°
  - 1981 Megève ( Francia) 10°
  - 1983 Medicine Hat ( Canada) 10°

### Campionati italiani
Dennis ha preso parte ai campionati italiani di curling inizialmente con il Curling Club Cortina poi con il Curling Club Olimpia.